# Душанци
Душанци (болг. Душанци) — село в Болгарии. Находится в Софийской области, входит в общину Пирдоп. Население составляет 707 человек (2022).
Неподалёку есть естественное водохранилище Душанци расположенное на хребте Средна-Гора.

## Политическая ситуация
В местном кметстве Душанци, должность кмета (старосты) исполняет Иво Стойчев Георгиев (коалиция в составе 3 партий: Новое время (НВ), Земледельческий народный союз (ЗНС), Союз демократических сил (СДС)) по результатам выборов 2007 года.
Кмет (мэр) общины Пирдоп — Антоанета Георгиева Илиева (Граждане за европейское развитие Болгарии (ГЕРБ)) по результатам выборов 2007 года.